# DeFalla
DeFalla é uma banda brasileira de rock and roll formada em Porto Alegre (RS) em 1985. Foi assim batizada em homenagem ao compositor erudito espanhol Manuel de Falla (1876-1946), sugestão do primeiro baixista do grupo, Carlo Pianta. Nasceu com influências de new wave, rock and roll, funk rock, rap metal, hard rock, heavy metal e, mais tarde, flertou com glam rock, big beat, funk carioca, hardcore melódico e miami bass.
A banda ficou reconhecida pelas irreverentes mudanças em suas formações, seu estilo musical e sua apresentação estética. Inseriu-se no cenário do rock inicialmente no circuito alternativo de Porto Alegre e mais tarde em São Paulo e Rio de Janeiro, sendo famosas as apresentações no Circo Voador, RJ na década de 1990, onde influenciou e abriu espaço a uma geração de músicos e bandas como Pavilhão 9, Ultramen, Nação Zumbi, Mundo Livre S/A, Pato Fu, Mamonas Assassinas, Planet Hemp e Marcelo D2

## História

### O início
A primeira formação do DeFalla contava com Carlo Pianta (baixo, embora seja guitarrista na Graforréia Xilarmônica), Edu K (vocal e guitarra), Biba Meira (bateria) e foi responsável pela gravação de no mínimo duas demos e uma participação na coletânea gaúcha Rock Grande do Sul (1986). Pianta deixaria o grupo pouco antes da gravação do primeiro disco, abrindo espaço para Castor Daudt (guitarra) e Flávio "Flu" Santos (baixo), ambos da extinta banda Urubu Rei (de Carlos Eduardo Miranda, que também contava com a Biba Meira).
Pelo selo Plug são gravados os discos Papaparty (1987) e It's Fuckin' Borin' to Death (1988), quando Biba Meira deixa o grupo cedendo a bateria ao então guitarrista Castor Daudt, e Marcelo Truda (ex-Taranatiriça, banda na qual Flu e Miranda já haviam participado) assume as guitarras ao lado de Edu K, gravando o ao vivo Screw You! (1989) pela Devil Discos.
O único clipe desta fase Screw You! foi filmado ainda com a baterista Biba em 1989. Estranhamente a música faz parte somente do terceiro disco, o primeiro sem ela. A versão final do vídeo só foi ao ar em 1991, devido a dificuldades de edição.

### Cogumelo Records e Hollywood Rock 93
As mudanças musicais tornam-se evidentes com a guinada hard rock/heavy metal de Screw You!; em 1990 o DeFalla gravaria We Give a Shit! (Kickin' Ass for Fun) pela Cogumelo Records (importante selo de heavy metal responsável pelos primeiros discos do Sepultura), com sonoridade semelhante à bandas como Anthrax e Suicidal Tendencies.
Ainda pela Cogumelo, em 1992 sai Kingzobullshitbackinfulleffect92, que é uma fusão de MPB com rock, e funk, puxando mais para o hip hop. Também marcado pela entrada de Marcelo Fornazier no cargo de guitarrista, é considerado o ápice da carreira do grupo por responder ao positivo recebimento crítico e um discreto sucesso na época.
A Revista Bizz de 1992 indicaria os prêmios de "Melhor Grupo" ao DeFalla, "Melhor Disco" ao Kingzobullshitbackinfulleffect92 e "Melhor Letrista e Vocalista" ao Edu K, além de consideráveis posições nas categorias "Melhor Música Nacional" (4º lugar) e "Melhor Capa" (2º lugar).
Nessa época é gravado o clipe com uma curtíssima versão de "It's Fuckin' Borin' to Death", música do disco homônimo, segundo da banda, que fora regravada no Kingzobullshitbackinfulleffect92.
O bom acolhimento do álbum levaria o DeFalla a participar do Hollywood Rock de 1993 ao lado de bandas como Engenheiros do Hawaii, e as internacionais Red Hot Chili Peppers e Alice in Chains.
Logo em seguida o vocalista Edu K sai da banda e segue em carreira solo, sendo substituído por Tonho Crocco (atual vocalista da também gaúcha Ultramen). Nessa época o grupo se apresentava com o nome D.Fhala e lançam em 1995 o disco D.Fhala Top Hits, ficando temporariamente encerradas as suas atividades desde então.

### Mutações visuais e musicais

#### Fire, o começo da mudança
Já sem os integrantes originais, o vocalista e fundador do DeFalla Edu K retoma as atividades do grupo em 1996, na chamada fase "Fire" ou também "Marilyn Manson", por sua estética e sonoridade exóticas. Nesta época o DeFalla adere uma maquiagem pesada, androgina e o som bastante eletrônico, semelhante ao big beat do The Prodigy e ao rock industrial de artistas como Ministry, Nine Inch Nails, KMFDM e o próprio Marilyn Manson. A banda era formada pelo remanescente 4nazzo, o baixista "Z" e a baterista Paula Nozzari (que mais tarde integraria o Cidadão Quem).
As músicas lançadas nessa época tiveram produção e mixagem de Eduardo Marote (produziu Skank, Cidade Negra, Pato Fu) em Nova Iorque. A ideia inicial de divulgação era de que o single seria prensado de maneira alternativa ou "pirata" (como definiu o próprio Edu); apenas 1000 cópias em vinil para uso de DJs. Porém, acredita-se que o material sequer fora lançado oficialmente. Uma sessão de fotos, algumas músicas e versões demos foram disponibilizadas no site oficial da banda (atualmente fora do ar) por volta de 1998.
Entre produções inéditas, boa parte das músicas consistia em regravações de canções do DeFalla como "Não me Mande Flores", "Screw You!", "Repelente" e "Sodomia"  e covers inusitados como os de "Ray of Light" (Madonna), "That's the Way (I Like It)" (KC and the Sunshine Band), "Fire" (Jimi Hendrix) e "Raw Power" (The Stooges). Sabe-se que ao vivo foram executadas versões de algumas músicas do Bauhaus e Alien Sex Fiend.
Ao vivo a banda se apresentava com visual bastante excêntrico, usando maquiagem, vestimenta sado-masoquista e lentes de contato brancas. Musicalmente, os shows traziam sintetizadores pré-programados, além de bases de bateria eletrônica somadas a uma percussão de Paula Nozzari, que tocava de pé.
Por volta de 1998 Edu K também montou o projeto Porno Barbie Superstar, que gravou versões puramente eletrônicas de clássicos do rock.

#### A polêmicaPopozuda Rock'n'Roll
Os próximos trabalhos definiriam-se por formações pouco sólidas, mudanças drásticas de estilo musical e estético, mas encaminhariam o DeFalla para o mainstream nunca antes conseguido, como a inclusão do grupo no ascendente cenário funkeiro carioca ao explorar o miami bass no disco Miami Rock 2000. O lançamento veicularia o hit Popozuda Rock'n'Roll nas rádios e programas de TV de todo o país, duramente criticado por diversos fãs tradicionais da banda. As acusações apontariam que, apesar de todo seu histórico mutante, o DeFalla estaria "passando dos limites" ao aproximar-se da música comercial de maneira apelativa. Edu K justifica:
| “ | "Popozuda é completamente AC/DC, se você tirar a batida. E é legal porque hoje a tocamos desse jeito, então talvez agora as pessoas possam entender porque o Miami era um disco de rock". | ” |

#### DeFalla fase glam rock com Superstar (2001 a 2003)
Mais tarde o DeFalla ainda arriscaria o glam rock e o hardcore melódico em dois álbuns: Superstar, lançado em 2001 e relançado em 2002, e Soda Pop (2003), este último não lançado oficialmente.

#### DeFalla comemora 20 anos (2004)
Ainda em 2004 o DeFalla retorna as palcos para um show comemorativo de 20 anos de carreira no Circo Voador com sua formação clássica (não sendo pela falta do guitarrista e baterista Castor Daudt). Contando com a participação dos guitarristas Rafael Crespo (ex-Planet Hemp) e Peu Sousa (ex-Pitty).

#### DeFalla Reunion
Em 2011, com a reunião da formação clássica (Biba Meira, Castor Daudt, Flávio "Flu" Santos e Edu K.) para um show de comemoração de 25 anos da banda, o DeFalla começou uma série de shows pelo país com esta formação, inclusive no festival Porão do Rock em Brasília ao lado de atrações internacionais.
Desde 2011, quando a banda retornou aos palcos, de forma definitiva e decididos a fazer o que faziam de melhor em seus trabalhos, iniciaram-se ensaios, gravações e desenvolvimento de ideias para uma novo disco. Ao longo dos anos, a banda sempre manteve a irreverência única de ser totalmente 'mutante' e é o que faz agregar os fãs de diferentes gerações: hoje em dias os fãs que assistiram aos primeiros shows da banda levam seus filhos para assistirem o Defalla.
A formação contava com Biba Meira, Castor Daudt, Edu K e Flu.
A inclusão virtual e a criação de uma página no Facebook e no Instagram foi outro passo: uma rica timeline, com imagens de matérias publicadas pela imprensa, vídeos de programas de TV, publicações de gravações até então raras e muitas novidades.

#### Projeto: 'Monstro'
Em abril de 2016, lançam Monstro, novo álbum de inéditas. A produção é assinada por Edu K e todo o empenho está sendo patrocinado pela própria banda e os fãs que porventura ajudam com a divulgação, fotos, vídeos e informações.
No novo disco, que traz uma nova proposta musical, o auto-cunhado estilo pós-prog, a banda utiliza o estúdio como instrumento usando e abusando do experimentalismo de maneira similar ao outras bandas (mundialmente conhecidas) das décadas de 60 e 70, com uma dose cavalar da modernidade do século XXI.
No final da gravação, o baixista Flu saiu da banda, sendo substituído pelo baixista fundador: Carlo Pianta, que, além de participar na finalização do novo trabalho, agora faz parte da formação definitiva do Defalla: Biba Meira, Castor Daudt, Carlo Pianta e EduK.
Nas últimas apresentações, já depois de ter lançado Monstro, o DeFalla voltou a se apresentar como trio, já sem Biba Meira e Carlo Pianta como membros. A tour de lançamento do "Monstro" passou pelas principais capitais e cidades do país em 2016, até o novo término da banda, anunciado em sua página oficial no Facebook, em 16 de novembro de 2016.

### Novo retorno
Após a passagem de Edu K pela oitava edição do reality A Fazenda, da TV Record, em outubro de 2018, retoma a banda, agora com Chuck Hipolitho (guitarra/ex-Forgotten Boys e Vespas Mandarinas), Johnny Zanei (baixo), Isa Nielsen (guitarra) e Vandinho Carvalho (bateria).

## Outros Registros

### O Documentário: 'Sobre Amanhã'
"Sobre Amanhã" é o primeiro documentário oficial da banda, dirigido por Diego de Godoy e Rodrigo Pesavento e produzido pela Zeppelin Filmes, trata do impacto estético do surgimento do DeFalla em 1986 e do 1º álbum, Papaparty, com depoimentos dos integrantes desta formação, músicos contemporâneos e fãs. Tem duração de 54 minutos e foi lançado em julho de 2019 no YouTube.

### Livro
Contando a história de um dos discos seminais do rock gaúcho, o livro Sem Nenhuma Direção: DeFalla, 1987 foi lançado em março de 2021 pela Badejo Editorial.

## Carreiras solo e trabalhos posteriores

### Edu K
Em 1995, lança paralelamente ao DeFalla o primeiro disco da sua carreira solo, intitulado Meu Nome é Edu K.
Em 2000, consegue grande sucesso ao lançar o disco Gatas, Gatas, Gatas, quando grava o clipe da música homônima com a direção do Bryan Barber, que viria a trabalhar com o grupo de hip hop OutKast, na canção "Hey Ya!".
Em 2007, Edu K foi convidado a relançar o CD Miami Rock 2000 em 2007 pelo selo alemão Man Recordings. O convite lhe rendeu a gravação do disco Frenétiko e mais uma série de singles, oficializando sua carreira internacional com o flerte de electro com funk carioca.
Em 2008, o músico iniciou a gravação de EP pelo selo australiano Sweat Out, anunciando mudanças para uma sonoridade denominada "fidget house".

### Flu
Flávio Santos tem o projeto instrumental Flu - como viria a ser conhecido mais tarde - com dois discos ...E a Alegria Continua (1999) e No Flu do Mundo (2003), lançados pela gravadora Trama. Flávio também trabalhou com Wander Wildner, se apresentando no Curitiba Pop Festival de 2004, em show de abertura para a banda Pixies.
Em 2008 fundou a banda Leme, junto ao MC carioca De Leve. Também faz parte da banda Robô Gigante, ao lado do ex-companheiro de banda Marcelo Truda.

## Discografia

### Álbuns de estúdio
| Ano  | Álbum                                 | Gravadora         |
| ---- | ------------------------------------- | ----------------- |
| 1987 | Papaparty                             | Plug/BMG          |
| 1988 | It's Fuckin' Borin' to Death          | Plug/BMG          |
| 1990 | We Give a Shit! (Kickin' Ass for Fun) | Cogumelo Records  |
| 1992 | Kingzobullshitbackinfulleffect92      | Cogumelo Records  |
| 1995 | D.Fhala Top Hits                      | Cogumelo Records  |
| 2000 | Miami Rock 2000                       | Epic              |
| 2002 | Superstar                             | $uper$tar Records |
| 2016 | Monstro                               | Deckdisc          |

### Álbuns ao vivo
| Ano  | Álbum                      | Gravadora    |
| ---- | -------------------------- | ------------ |
| 1988 | Ao Vivo no Espaço Mambembe |              |
| 1989 | Screw You!                 | Devil Discos |

### Coletâneas
| Ano  | Álbum         | Gravadora |
| ---- | ------------- | --------- |
| 1996 | Raridade Plug | Plug/BMG  |
| 1999 | Hot 20        | BMG/RCA   |

### Demos
| Ano  | Álbum                | Gravadora |
| ---- | -------------------- | --------- |
| 1991 | Megablasts from Hell |           |
| 2003 | Soda Pop             |           |

### Álbunssplit
| Ano  | Álbum                      | Gravadora             | Observação |
| ---- | -------------------------- | --------------------- | --- |
| 1985 | Rock Grande do Sul         | RCA                   | Dividido com as bandas Os Replicantes, TNT, Garotos da Rua e Engenheiros do Hawaii |
| 1995 | No Major Babies - Volume 2 | Caffeine/Paradoxx     | Dividido com as bandas Muzzarelas, Adventure, Pavilhão 9, Yo Ho Delic, Okotô, Pin Ups, Mickey Junkies, Happy Cow, Beach Lizards e Garage Fuzz, Cold Turkey, Pelvs, Sonic Disruptor, Los Fantomas e Caracol |
| 2000 | Domingo Legal 2000         | SBT Music/Abril Music | Dividido com as bandas Harmonia do Samba, Os Travessos, Raça Negra, As Meninas, Pepê & Neném, Falamansa, Jorge Aragão, Casa Nossa, Frank Aguiar, Pique Novo, Adryana & A Rapaziada, BBC e ED+              |

## Integrantes
Nota: Em 27 de maio de 2011 o DeFalla voltam a se reunir e realizaram diversos shows pelo Brasil. Em 2012 comunicaram que estariam em planos de disco novo para 2013 e show em Porto Alegre em 2013. Pela banda ficou determinado (2011) que seria a referência de "formação clássica" com quarteto (Biba, Edu, Castor e Flu) e de 'formação original' com o trio (Edu K, Pianta e Biba).

### Formação original
- Edu K - vocal, guitarra
- Carlo Pianta - baixo
- Biba Meira - bateria

### Formação clássica
- Edu K - vocal, guitarra, beatbox e scratch
- Castor Daudt - guitarra, violão e bateria
- Flávio "Flu" Santos - baixo e moog
- Biba Meira - bateria

### Formação itinerante
- Alexandre Birck - bateria (Graforréia Xilarmônica)
- André Alcalde - baixo
- Bacalhau, nome artístico de Marco Aurélio Mendes da Silva - (ex-Rumbora, Ultraje a Rigor) bateria em Superstar (2002)[4][20]
- Bruno Alcalde - vocal e guitarra
- Bruno Della Motta - vocal e baixo no álbum Superstar (2001)[3] e guitarra em Superstar (2002)[4] e nos shows da tour do álbum
- Carlo Pianta - baixo (Graforréia Xilarmônica)
- Chili Willi - vocal
- Dani - baixo
- Glauco - bateria no álbum Superstar (2001)[3]
- Jacques Molina, também conhecido como Jax Molina ou Jaxxx - (ex-RPM))[21] guitarra em Superstar (2002)[4] e nos shows da tour do álbum.
- Marcelo Fornazzier - guitarra (Os The Darma Lóvers)
- Marcelo Truda - guitarra (ex-Taranatiriça; Robô Gigante)
- Paula Nozzari - bateria (ex-Cidadão Quem; Canja Rave)
- Peu Sousa - guitarra (ex-Pitty; Nove Mil Anjos)
- Rafael Crespo - guitarra (ex-Planet Hemp; Polara)
- Syang - guitarra (P.U.S.) no álbum Superstar (2001)[3]
- Tonho Crocco - vocal (Ultramen)
- Vicente Rubino - teclados, samples e percussão eletrônica (ex-AdVenture; MondoVR, RubisChill)
- Z, também conhecido como Pepe Paco Cordero, Zbigga Pil[22] ou simplesmente Z bigga[23], são nomes artísticos de José Francisco Cordero Neto[24] - (baixista da banda Cobra Criada)[25] - guitarra no álbum Superstar (2001)[3] e baixo em Superstar (2002)[4] e nos shows da tour do álbum.

## Prêmios e indicações

### Prêmio Açorianos
| Ano  | Categoria         | Indicação | Resultado |
| ---- | ----------------- | --------- | --------- |
| 1992 | Grupo Musical     | DeFalla   | Venceu    |
| 1999 | Grupo de Pop/Rock | DeFalla   | Indicado  |